# Портър
Вижте пояснителната страница за други значения на Портър.
Портър (на английски: Porter – портиер, носач) е тъмен ейл с характерен винен привкус, силен малцов аромат и наситен вкус, в който едновременно присъстват и сладост и горчивина. Въпреки широко разпространените представи, портърите невинаги имат високо съдържание на алкохол, напр. класическите английски портъри имат алкохолно съдържание не повече от 5 %. Портър е предшественик на стаут ейла – друг вид тъмен малцов ейл.

## История
Портърът е бил създаден първоначално във Великобритания от английския пивовар Ралф Харууд през първата половина на XVIII век в Лондон. Портърът е замислен като заместител на класическия ейл и предназначен за работниците, занимаващи се с тежък физически труд, тъй като бил много калоричен и хранителен.
Освен във Великобритания, днес портър се произвежда и в Ирландия, Германия, САЩ, Канада, Финландия, Естония, Латвия, Литва, Полша, Русия, Украйна, Дания и Швеция.

## Технология
Произвежда се от тъмни малцове, може да съдържа карамелизирана захар и ферментира в течение на 60 дни. Обичайното алкохолно съдържание на портъра е 4,5 – 9,5 %, като при някои марки е и над 10 %.
Класическият английски портър се произвежда по инфузионен способ посредством висока ферментация. Стритият малц се смесва с вода с температура 75 °C, в която се разтваря захар; температурата се коригира до 62 °C и след внимателно разбъркване течността престоява 1,5 часа; след което се подлага на кипене с хмел. Чрез третирана на първата смес с вода се получава втора по-слаба смес. Следва повторно кипване със същата порция хмел. Накрая процесът се повтаря още веднъж.
Първите две варки се смесват заедно в различни пропорции, в зависимост от желаните качества на портъра; третата варка се използва за приготвяне на по-слаба бира. Дрождите се добавят към охмелената течност при температура 14 – 16 °C; протичащата след това основна ферментация продължава средно около 36-часов; доферментацията приключва през следващите 2 – 3 дни.
След отлежаване готовият портър се бутилира (brown porter след 4 седмици) и постъпва за продажба, като портърите, предназначени за експорт, могат да отлежават и по-продължително време – около 1 година.

## Типове портър

### Браун портър
Браун портър или Кафяв портър (Brown Porter) е създаден в Англия. Кафявият портър се формира като смес от различни ейлове. Предшественик е на стаута. Портър е бира, която била много популярна сред носачите и други работници, занимаващи се с физически труд.
Кафявият портър се прави само от английски съставки. Може да съдържа няколко вида малц, включително шоколадов малц и/или други тъмни печени и карамелени малцове. В историческите версии на портър се използвало количество кафяв малц (brown malt). Характерни са английски сортове хмел. Използват се английски или ирландски ейлеви дрожди, понякога и лагерни. Може да съдържа умерено количество добавки (захар, царевица, меласа, сироп и др.).
Отличава се от реубаст портъра по своя по-мек, сладък и карамелен вкус, има по-ниска плътност и по-малко алкохол. Има по-препечен вкус в сравнение с кафявия ейл и е по-плътен в сравнение с тъмния майлд. Балансът във вкусово отношение е в полза на малца, за сметка на хмела. Характерни за кафявия пъртър са светло до тъмнокафяв цвят, често с рубинени оттенъци, добра прозрачност и умерена кремава до светложълто-кафява пяна. Има богат вкус и аромат на печен малц, с нотки на карамел, кафе, лакрица, бисквити и препечен хляб.
Алкохолно съдържание: 4 – 5,4 %.
Типични търговски марки са: Samuel Smith Taddy Porter, Fuller's London Porter, Burton Bridge Burton Porter, Nethergate Old Growler Porter, Nick Stafford's Nightmare Yorkshire Porter, St. Peters Old-Style Porter, Bateman's Salem Porter, Shepherd Neame Original Porter, Flag Porter, Yuengling Porter, Geary's London Style Porter.

### Реубаст портър
Реубаст портър или Силен портър (Robust Porter) представлява по-силна версия на кафявия портър. Традиционните версии имат по-тънки хмелни характеристики (най-често английски хмел), докато по-съвременните са по-агресивни. Може да съдържа няколко вида малц – тъмни печени малцове, вкл. шоколаден малц и печен ечемик. Хмелът обикновено е британски или американски сортове и се използва за придаване горчивина на бирата. Ейлевите дрожди са американски или английски. Различава се от кафявия портър по това, че в него обикновено присъстват свойствата на черния печен малц или печено зърно и обикновено е с по-високо алкохолно съдържание.
Цветът е от средно кафяв до много тъмнокафяв, често с рубинени или гранатови оттенъци, като може да достигне и до напълно черен. Образува обилна жълто-кафява пяна. Умерено силен малцов вкус, който се отличава с печения характер на черния малц, понякога с шоколадов и/или кафеен вкус. Сух до полусладък финал. Горчивината е от средна до висока. Аромат на печен малц, с нотки на зърно, хляб, карамел, карамел, шоколад и кафе.
Алкохолно съдържание: 4,8 – 6 %.
Типични търговски марки са: Anchor Porter, Great Lakes Edmund Fitzgerald Porter, Sierra Nevada Porter, Bell's Porter, Thirsty Dog Old Leghumper, Otter Creek Stovepipe Porter, Portland Haystack Black Porter, Avery New World Porter, Deschutes Black Butte Porter, Redhook Blackhook Porter.

### Балтийски портър
Балтийският портър (Baltic Porter) е традиционен портър за страните, граничещи с Балтийско море. Производен от английските портъри, но с влияние на руския императорски стаут. Обикновено се използват лагерни дрожди (студена ферментация при използване на ейлеви дрожди), обезгорчен шоколаден или черен печен малц, мюнхенски или виенски базови малцове, европейски континентални сортове хмел. Може да съдържа кристални малцове и/или добавки. В историческите рецепти обикновено се използват кафяв или кехлибарен малц.
Цветът е от тъмно червеникаво-меден до непроницаемо тъмнокафяв (но не черен). Образува гъста жълто-кафява пяна. Прозрачна бира, макар че по-тъмните версии са непроницаеми. Балтийският портър често има малцов вкус, напомнящ на английския кафяв портър и немската шварц бира, но има по-висока плътност и съдържание на алкохол в сравнение с тях. Отличава се също с богат и сладък малцов вкус и аромат, с нотки на карамел, кафе, лакрица, сливи, сини сливи, череши, френско грозде и портвайн.
Алкохолно съдържанвие: 5,5 – 9,5%, като най-типично е 7 – 8,5 %.
Типични търговски марки са: Sinebrychoff Porter (Финландия), Zywiec Porter (Полша), Baltika Porter (Русия), Carnegie Stark Porter (Швеция), Dojlidy Polski (Полша), Aldaris Porteris (Латвия), Utenos Porter (Литва), Kozlak Porter (Полша), Stepan Razin Porter (Русия).